# Earl Slick
Earl Slick, pseudonimo di Frank Madeloni (New York, 1º ottobre 1952), è un chitarrista statunitense.
Noto principalmente per le sue collaborazioni con David Bowie, John Lennon, Yōko Ono, e Robert Smith. Ha inoltre lavorato con molti altri artisti, inclusi John Waite, Tim Curry e David Coverdale, e pubblicato numerosi dischi come solista.

## Carriera
Nei primi anni settanta, Earl Slick si fece una reputazione sulla scena musicale di New York come chitarrista suonando in una band chiamata "Mack Truck" composta da Jimmie Mack e dal fratello Jack Mack. Proseguì poi collaborando con il cantautore scozzese Jim Diamond con il quale formò il duo "Slick Diamond".
Inizialmente, Slick venne assunto da David Bowie per sostituire Mick Ronson come chitarra solista per il Diamond Dogs Tour del 1974 (l'album dal vivo David Live venne registrato durante questo periodo). L'esperienza si risolse in una proficua collaborazione per entrambi, e Slick suonò anche nei successivi dischi di Bowie Young Americans e Station to Station, pubblicati rispettivamente nel 1975 e nel 1976. Dopo qualche dissapore con il management di Bowie, Earl venne rimpiazzato da Stacey Heydon per lo Station To Station Tour del 1976. Egli continuò a lavorare in studio con l'ex frontman dei Mott the Hoople Ian Hunter, con John Lennon & Yōko Ono (suonò nell'album Double Fantasy), ma formò anche la sua propria band da solista, pubblicando gli album Razor Sharp e Earl Slick Band nel 1976.
Nel 1983, si ricongiunse con David Bowie entrando a far parte della touring band per il Serious Moonlight Tour, in supporto all'album Let's Dance. Era stato Stevie Ray Vaughan a suonare la chitarra sull'album, ma aveva lasciato la band prima dell'inizio della tournée.
Concluso il Serious Moonlight Tour, Slick contribuì all'omonimo album dei Box of Frogs e all'EP Distortion dei Game Theory. In questo periodo, Slick co-fondò i Phantom, Rocker & Slick insieme a Slim Jim Phantom e Lee Rocker. Il gruppo pubblicò due album: Phantom, Rocker & Slick e Cover Girl. Keith Richards contribuì suonando nel singolo My Mistake - esperienza che Slick cita ancora oggi come una delle più memorabili della sua carriera.
Nel 1990, collaborò con David Glen Eisley nei Dirty White Boy. Poi suonò per breve tempo nei Little Caesar nel periodo 1991-92. Lavorando insieme a Michael Kamen, contribuì a svariate colonne sonore di film nel corso degli anni novanta, inclusi Hudson Hawk - Il mago del furto e Nient'altro che guai. Nel 1991 pubblicò l'album solista In Your Face.
I primi anni duemila videro Slick tornare a lavorare con Bowie, per gli album Heathen (2002) e Reality (2003). Lavorando con il produttore Mark Plati, Earl pubblicò l'album Zig Zag, che contiene ospiti illustri quali David Bowie, Robert Smith, Joe Elliott, Royston Langdon e Martha Davis dei The Motels. Nel 2004, restituì il favore a Robert Smith suonando nel remix del brano A Forest dei Cure ad opera di Mark Plati.
Dal 2006 entrò a far parte sia dei The Eons che degli Slinky Vagabond. Gli Slinky Vagabond (nome tratto da una strofa della canzone Young Americans di Bowie) erano formati da Glen Matlock, Clem Burke, e Keanan Duffty e debuttarono dal vivo durante il concerto tributo a Joey Ramone del maggio 2007.
Nel 2011, si unì ai New York Dolls in occasione del loro tour in Gran Bretagna.
Nel gennaio 2013, suonò la chitarra nel penultimo album di David Bowie prima del decesso di quest'ultimo, The Next Day.
Nel 2015 entrò nei The Yardbirds, sostituendo il chitarrista Top Topham. Nell'agosto 2015 lasciò la band. Nel 2016 ha costituito una tribute band in omaggio a David Bowie.

## Discografia

### Solista
- The Earl Slick Band (1976)
- Razor Sharp (1976)
- In Your Face (1991)
- Lost and Found  (2000)
- Live '76 (2001)
- Slick Trax (2002)
- Zig Zag (2003)

### Con David Bowie
- Diamond Dogs (1974)
- David Live (1974)
- Young Americans (1975)
- Station to Station (1976)
- Serius Moonlight Tour (1983)
- Heathen (2002)
- Reality (2003)
- A Reality Tour (2010)
- The Next Day (2013)

### Con John Lennon & Yoko Ono
- Double Fantasy (1980)
- Milk and Honey (1984)

### Con Yoko Ono
- Season of Glass (1981)

### Con Silver Condor
- Silver Condor (1981)

### Con Phantom Rocker & Slick
- Phantom Rocker & Slick (1986)
- Cover Girl (1986)

### Con Jacques Dutronc
- C.Q.F.D...utronc (1987)

### Con Dirty White Boy
- Bad Reputation (1990)

### Con Chris Catena
- Discovery (Guest artist) (2009)

### Con Little Caesar
- Influence (1992)